# Betty & Dodge
Betty & Dodge is een Belgische stripreeks die begonnen is in december 2008 met Jean-Claude van Rijckeghem en Pat Van Beirs als schrijvers en Thomas Du Caju als tekenaar.

## Albums
In 2008 vroeg striptekenaar Thomas Du Caju, bekend als medewerker Kiekeboe, aan filmscenarist Jean-Claude van Rijckeghem om een stripreeks voor hem te bedenken die zich afspeelde aan de vooravond van de Tweede Wereldoorlog. Van Rijckeghem werkte met Pat van Beirs de reeks uit. In "Betty & Dodge" verneemt de aristocratische Betty anno 1937 dat haar biologische vader een Duitse kernfysicus is. In haar zoektocht naar haar vader krijgt ze hulp van de lompe Amerikaanse fotograaf Dodge. Hoewel de reeks "Betty & Dodge" heet, vertelt de strip vooral het verhaal van Betty die evolueert van naïeve society dame naar avonturierster die zich zal engageren voor de Spaanse Burgeroorlog. Elk deel telt 38 of 40 strippagina's en is aangevuld met dagboekfragmenten, telefoongesprekken en nieuwsberichten die te maken hebben met de hoofdpersonages of de tijd waarin het verhaal zich afspeelt.
Alle albums zijn geschreven door Jean-Claude van Rijckeghem en Pat Van Beirs, getekend door Thomas Du Caju. De eerste zes albums werden uitgegeven door Standaard Uitgeverij, maar zijn niet meer in de handel verkrijgbaar. Een heruitgave van alle albums in het Nederlands gebeurde in januari 2019 door BD Must.
1. Moord in Manhattan
2. Crash in Québec
3. Gijzeling in kent
4. Aanslag op Engeland
5. Vermist in Madrid
6. Verraad in de Pyreneeën
7. Valstrik in Venetië
8. Berlijn zien en sterven

De reeks verscheen ook in Franse en Duitse vertaling.